# Alabama Monroe
Alabama Monroe ( título original, The Broken Circle Breakdown ) es una película dramática belga de 2012 dirigida por Felix van Groeningen con un guion de Carl Joos y del mismo Van Groeningen. Se basa en la obra de teatro homónima de Johan Heldenbergh y Mieke Dobbels. La cinta fue seleccionada para competir en los premios Óscar a la Mejor película en lengua extranjera en la 86.ª edición de los Premios Óscar. También fue ganadora del premio César a la Mejor película extranjera y del premio LUX del Parlamento Europeo de 2013.

## Argumento
Ambientada en Gante, en la región flamenca de Bélgica, narra las vidas de Didier (Johan Heldenbergh) y Elise (Veerle Baetens) durante una etapa de sus vidas. En este tiempo se enamoran y desarrollan su pasión por la música bluegrass . En efecto, Didier conoce a Elise en su salón de tatuajes y la invita a la actuación de su banda de Bluegrass. Pronto se enamoran. Cuando Didier descubre que Elise tiene una voz maravillosa, se une a su banda como cantante . Al cabo de unos meses, Elise descubre que está embarazada . Aunque al principio es un choque, la pareja es feliz . Nace su hija Maybelle y durante unos años viven una vida feliz y tienen éxito con su banda.
Después de su sexto aniversario, Maybelle desarrolla cáncer. Su salud se deteriora y muere al cabo de un año. La muerte de Maybelle tiene un efecto devastador en la relación entre Didier y Elise y en sus vidas. Didier se centra en el cientificismo, sobre todo tras conocer que George W. Bush se opone a la investigación de las células madre embrionarias bajo la presión de los creacionistas y del Provida. Elise encuentra consuelo en el espiritismo y en la reencarnación. Los dos se alejan cada vez más, hasta que Elise intenta suicidarse. Es trasladada de urgencia al hospital, pero, tras un largo sufrimiento, muere. La banda le ofrece una canción final en el lecho de muerte.

## Reparto
- Johan Heldenbergh : Didier Bontinck / Monroe
- Veerle Baetens : Elise Vandevelde / Alabama
- Nell Cattrysse : Maybelle
- Geert van Rampelberg : William
- Nils de Caster : Jock
- Robbie Cleiren : Jimmy
- Bert Huysentruyt : Jef
- Jan Bijvoet : Koen
- Blanka Heirman : Denise

## Producción
La película se rodó del 18 de julio al 8 de septiembre de 2011 en Bélgica.

## Banda sonora
La banda sonora de bluegrass incluye canciones tradicionales, así como música compuesta para la película por Bjorn Eriksson. Toda la música de la película está interpretada por los propios actores.
1. " ¿Will the Circle Be Unbroken?"
2. "The Boy Who Wouldn't Hoe Corn" de Alison Krauss, Pat Brayer, Jerry Douglas, Dan Tyminski, Barry Bales y Ron Block
3. "Dusty Mixed Feelings"
4. "Wayfaring Stranger"
5. "Rueben's Train"
6. "Country In My Genes"
7. "Further On Up The Road"
8. "Where Are You Heading, Tumbleweed?"
9. "Over In The Gloryland"
10. "Cowboy Man"
11. "If I Needed You"
12. "Carved Tree Inn"
13. "Sandmountain"
14. "Sister Rosetta Goes Before Os"
15. "Blackberry Blossom"

### Premios
| Premio                                                      | Categoría                                      | Destinatarios                   | Resultado |
| ----------------------------------------------------------- | ---------------------------------------------- | ------------------------------- | --------- |
| Premios de la Academia                                      | Mejor película en lengua extranjera            | Bélgica                         | Nominada  |
| Premios César                                               | Mejor película extranjera                      | The Broken Circle Breakdown     | Ganadora  |
| Sociedad de Críticos de Cine de Denver                      | Mejor película en lengua extranjera            | The Broken Circle Breakdown     | Nominada  |
| Premios del Cine Europeo                                    | Cine europeo                                   | The Broken Circle Breakdown     | Nominada  |
| Premios del Cine Europeo                                    | Director Europeo                               | Félix Van Groeningen            | Nominada  |
| Premios del Cine Europeo                                    | Actriz Europea                                 | Veerle Baetens                  | Ganadora  |
| Premios del Cine Europeo                                    | Actor europeo                                  | Johan Heldenbergh               | Nominada  |
| Premios del Cine Europeo                                    | Guionista europeo                              | Carl Joos, Felix van Groeningen | Nominada  |
| Premios del Cine Europeo                                    | Premio del público a la mejor película europea | The Broken Circle Breakdown     | Nominada  |
| Sociedad de Críticos de Cine de San Diego                   | Mejor película en lengua extranjera            | The Broken Circle Breakdown     | Nominada  |
| Sociedad de Críticos de Cine de San Diego                   | Mejor banda sonora original                    | Bjorn Eriksson                  | Nominada  |
| Premios Satellite                                           | Mejor película en lengua extranjera            | The Broken Circle Breakdown     | Ganadora  |
| Festival de cine de Tribeca                                 | Mejor actriz en un largometraje narrativo      | Veerle Baetens                  | Ganadora  |
| Festival de cine de Tribeca                                 | Mejor guion para un largometraje narrativo     | Carl Joos, Felix Van Groeningen | Ganadora  |
| Asociación de críticos de cine del área de Washington D. C. | Mejor película en lengua extranjera            | The Broken Circle Breakdown     | Ganadora  |
| Premio Lux                                                  | -                                              | The Broken Circle Breakdown     | Ganadora  |